# Амулет

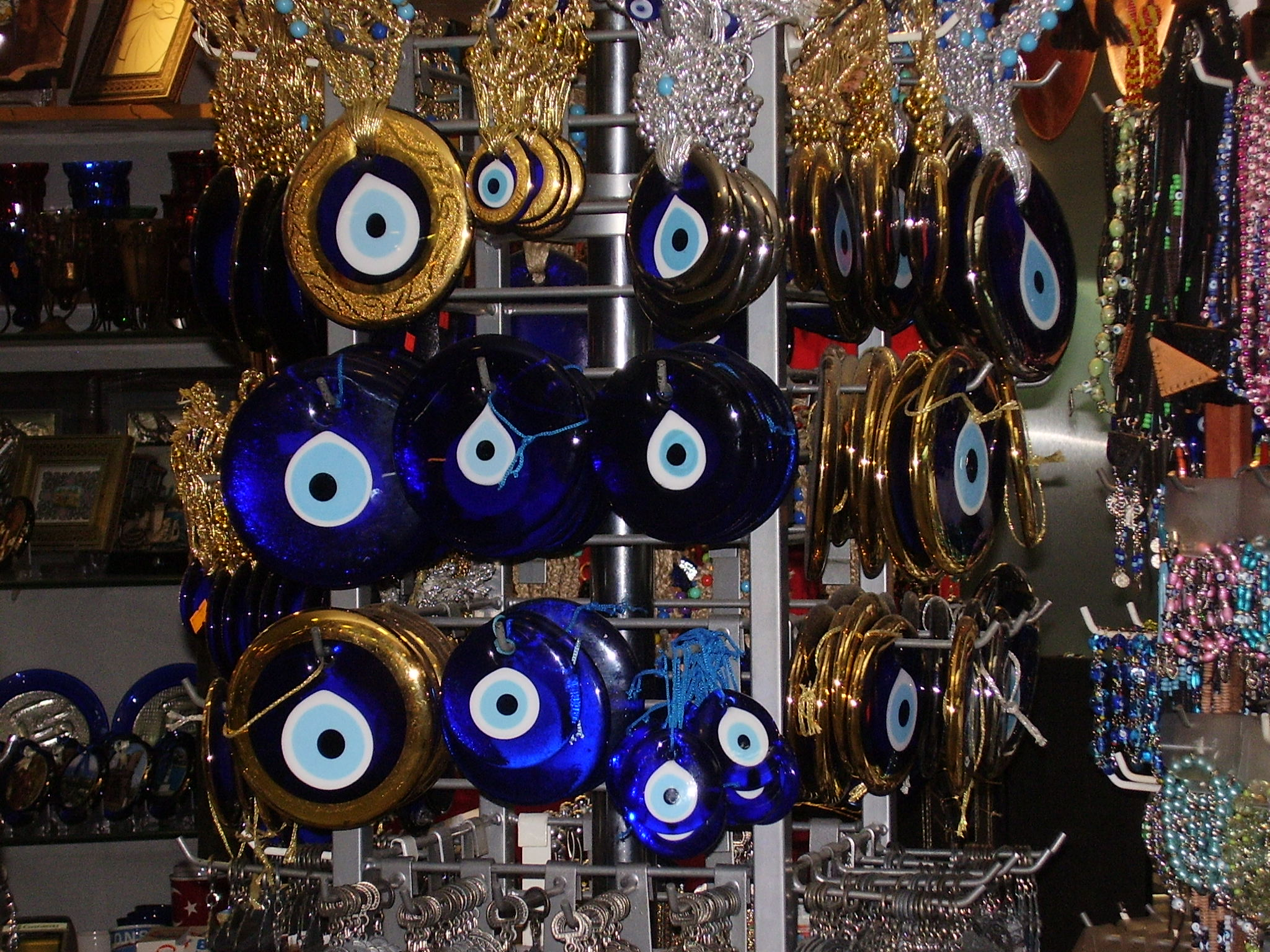
Назари, турецькі амулети, які нібито оберігають від пристріту

Амуле́т, талісма́н (лат. amuletum — ладанка, привісок) — предмет, якому приписують надприродну здатність відвертати від його власника хвороби, біду.

## Види
У мусульман специфічними амулетами є мініатюрні видання Корану, тексти окремих сур і аятів, молитов, нариси імен і здатностей Аллаха. Як правило загортаються в тканини, шкіру, вкладаються в футляри і носяться на тілі.